# عماد احمد
عماد أحمد سیفور (زادهٔ ۱۹۵۵) معاون نخست‌وزیر حکومت کردستان عراق در کابینهٔ اداره سلیمانیه و در کابینهٔ متحد ۵ و ۷ است. وی هم‌اکنون عضو دفتر سیاسی اتحادیه میهنی کردستان است. در سال ۱۹۹۳ به عضویت دفتر سیاسی حزب رسید. وی در مدت حکومتش توانسته‌است تغییرات و پیشرفت زیادی را به وجود آورد.